# Mattia Sbragia
Pour les articles homonymes, voir Sbragia.
Mattia Sbragia, né le 17 avril 1952 à Rome dans la région du Latium, est un acteur italien.

## Biographie
Mattia Sbragia est le fils des acteurs Giancarlo Sbragia et Esmeralda Ruspoli.

## Filmographie

### Cinéma
- 1978 : Mœurs cachées de la bourgeoisie de Tonino Cervi
- 1986 : Grandi magazzini de Castellano et Pipolo
- 1986 : L'Affaire Aldo Moro (Il caso Moro) de Giuseppe Ferrara
- 1989 : Joyeux Noël, bonne année (Buon Natale... Buon anno) de Luigi Comencini
- 1989 : La Maison des fantasmes (La puritana) de Ninì Grassia
- 1990 : L'Avare (L'avaro) de Tonino Cervi
- 1990 : Il sole buio de Damiano Damiani
- 1991 : Year of the Gun, l'année de plomb de John Frankenheimer
- 1992 : Un ours nommé Arthur (Un orso chiamato Arturo) de Sergio Martino
- 2000 : Canone inverso - Making Love de Ricky Tognazzi
- 2004 : La Passion du Christ (The Passion of the Christ) de Mel Gibson
- 2004 : Ocean's Twelve de Steven Soderbergh : Le commissaire de police

### Télévision
- 1988 : Un train pour Petrograd (Il treno di Lenin) de Damiano Damiani
- 1998 : Le Comte de Monte-Cristo , mini-série de Josée Dayan : Luigi Vampa
- 2001 : L'Étrange Monsieur Joseph de Josée Dayan
- 2010 : Terra ribelle de Cinzia TH Torrini
- 2012 : La Chartreuse de Parme (La Certosa di Parma) de Cinzia TH Torrini